# Markus Winkler (Philologe)
Markus Winkler (* 31. Mai 1955 in Bonn) ist ein deutscher Literaturwissenschaftler. Er war von 1998 bis 2020 ordentlicher Professor für Germanistik und Komparatistik an der Universität Genf.

## Leben
Er studierte ab 1973 an der Rheinischen Friedrich-Wilhelms-Universität Bonn Romanistik (Französisch und Italienisch), Germanistik, Philosophie und Pädagogik. Von 1975 bis 1982 war er Stipendiat der Studienstiftung des deutschen Volkes. 1977/78 war er als Stipendiat an der École normale supérieure (Paris). Er beendete das Studium in Bonn, wo er 1980 das Erste Staatsexamen für das Lehramt am Gymnasium in den Fächern Französisch und Deutsch bestand. 1980/81 war er als Stipendiat an der Universität Lausanne. Nach dem Referendariat an einem Bonner Gymnasium bestand er 1983 die Assessorenprüfung in Französisch und Deutsch. Mit einer Doktorarbeit über Benjamin Constant wurde er im selben Jahr in Bonn zum Dr. phil. promoviert (Egregia cum laude und Summa cum laude).
Danach war er sechs Jahre Oberassistent für Neuere deutsche Literaturwissenschaft an der Universität Genf. Vom Schweizerischen Nationalfonds gefördert, war er 1990–1992 Gastprofessor an der University of Washington. Die Pennsylvania State University berief ihn 1992 als Associate, 1998 als Full Professor of German. Als Externer habilitierte er sich 1996 mit einer Arbeit über Heinrich Heine an der Universität Freiburg (Schweiz). Er nahm Gastprofessuren in Seattle, Berlin (ehem. Berlin-Brandenburgische Akademie der Wissenschaften), Innsbruck, Limoges, Bern und Mainz wahr. Von 1998 bis 2020 war er Ordinarius für Neuere deutsche und Vergleichende Literaturwissenschaft an der Universität Genf. Er folgte dort auf Bernhard Böschenstein. Von 2001 bis 2020 war er auch Koordinator des 
Programme de littérature comparée, von 2000–2003, 2009–2012 und 2013–2015 war er außerdem Direktor des Genfer Département de langue et littérature allemandes. Von 2002 bis 2014 war er Präsident der Schweizerischen Gesellschaft für Allgemeine und Vergleichende Literaturwissenschaft. Von 2013 bis 2018 leitete er ein vom Schweizerischen Nationalfonds gefördertes Forschungsprojekt zum Begriff „Barbarismus“.
Winkler ist seit 1986 Mitglied des Herausgeberkomitees, das mit der historisch-kritischen Edition der Sämtlichen Werke Benjamin Constants betraut ist. Von 1999 bis 2007 war er Mitherausgeber des Kritischen Lexikons der romanischen Gegenwartsliteraturen (KLRG), von 2000 bis 2015 Mitherausgeber des Periodikums Colloquium Helveticum. Schweizer Hefte für Allgemeine und Vergleichende Literaturwissenschaft und seit 2014 Mitherausgeber der im Winter-Verlag erscheinenden Reihe Beiträge zur Literaturtheorie und Wissenspoetik.

## Werke

### Monographien
- „Décadence actuelle“. Benjamin Constants Kritik der französischen Aufklärung, Lang, Frankfurt am Main 1984.
- Mythisches Denken zwischen Romantik und Realismus. Zur Erfahrung kultureller Fremdheit im Werk Heinrich Heines. Niemeyer, Tübingen 1995.
- Von Iphigenie zu Medea. Semantik und Dramaturgie des Barbarischen bei Goethe und Grillparzer, Niemeyer, Tübingen 2009.
- Barbarian. Explorations of a Western Concept in Theory, Literature and the Arts, Vol. I: From the Enlightenment to the Turn of the Twentieth Century (in collaboration with Maria Boletsi, Jens Herlth, Christian Moser, Julian Reidy, Melanie Rohner), Metzler, Stuttgart 2018.

### Herausgeberschaft
- Heinrich Heine und die Romantik / Heinrich Heine and Romanticism, Niemeyer, Tübingen 1997.
- Benjamin Constant: Œuvres complètes. Série Œuvres. T. XVII: De la Religion, considérée dans sa source, ses formes et ses développements. Tome I. Volume dirigé par Markus Winkler et Kurt Kloocke. De Gruyter, Berlin 2013.
- (mit Ralph Häfner): Götter-Exile. Neuzeitliche Figurationen antiker Mythen. Winter, Heidelberg 2020.
- (mit Sebastian Kaufmann): Nietzsche, das ‚Barbarische‘ und die ‚Rasse‘, de Gruyter, Berlin 2021.